# 1894 în film
- 1893 în cinematografie — 1894 în cinematografie — 1895 în cinematografie

## Premiere
- A Bar Room Scene
- Amateur Gymnast
- Annie Oakley
- Annabelle Butterfly Dance
- Armand D'Ary
- Athlete with Wand
- Band Drill
- Boxing Cats (Prof. Welton's)
- Bucking Broncho
- Buffalo Dance
- Caicedo with Pole
- Carmencita
- Chinese Opium Den
- Cockfight, no. 2
- Corbett and Courtney Before the Kinetograph
- Dickson Experimental Sound Film
- Fire Rescue Scene
- Fred Ott's Sneeze (Înregistrarea Kinetoscopică de către Edison a unui strănut)
- Fred Ott Holding a Bird
- Franch Dancers
- Glenroy Bros., (no. 2)
- Hadj Cheriff
- The Henley Royal Regatta of 1894
- Imperial Japanese Dance
- Louis Martinetti aka Luis Martinetti, Contortionist
- Men on Parallel Bars
- Miss Jerry
- Franch Dancers
- Oriental Dance
- Rat Killing
- Robetta and Doretto, (no. 2) aka Chinese Laundry Scene
- Sandow
- Sioux Ghost Dance
- The Barbershop
- The Hornbacker-Murphy Fight
- The Wrestling Dog
- Wrestling Match
- Whirlwind Gun Spinning